# Killavilla
Killavilla (irisch Cill an Bhile) ist ein Townland (deutsch etwa: eine Gemarkung) im County Offaly in der Mitte Irlands.

## Lage
Der nächste größere Ort ist die gut 3 km südwestlich liegende Stadt Roscrea, die bereits im benachbarten County Tipperary liegt.

## Sport
Überregionale Bedeutung hat der 1969 gegründete Fußballverein Killavilla United AFC der seit 2025 in der irischen Combined Counties Football League (CCFL) spielt.
Vom Hurling, der in Irland von der Gaelic Athletic Association (GAA) betreut und gefördert wird, ist der Verein Ballyskenagh/Killavilla GAA bekannt. Er entstand im März 2013 durch Fusion des 1950 gegründeten Killavilla GAA mit dem benachbarten Ballyskenagh GAA.

## Söhne und Töchter
- Patrick Delany (1845–1924), irisch-US-amerikanischer Elektroingenieur und Erfinder